# Roštár
Roštár (allemand : Röstern, est un village de Slovaquie situé dans la région de Košice.

## Histoire
Première mention écrite du village en 1318.

## Démographie

### Évolution de la population
| Année:               | 1994. | 2004.   | 2014.    | 2024.    |
| -------------------- | ----- | ------- | -------- | -------- |
| Nombre de personnes: | 495   | 538     | 609      | 701      |
| Différence:          |       | +8,68 % | +13,19 % | +15,10 % |

| Année:               | 2023. | 2024.   |
| -------------------- | ----- | ------- |
| Nombre de personnes: | 676   | 701     |
| Différence:          |       | +3,69 % |